# Ciąg główny wieku zero

Linia ciągu głównego wieku zero oraz droga ewolucji Słońca.

Ciąg główny wieku zero – linia na diagramie Hertzsprunga-Russella w obszarze ciągu głównego odpowiadająca położeniu gwiazd w momencie rozpoczęcia reakcji termojądrowych (zerowym wieku gwiazdy).
Linię przedstawiającą ciąg główny wieku zero otrzymuje się za pomocą symulacji numerycznych dla gwiazdy, gdy zaczynają na niej zachodzić reakcje jądrowe.